# Oskar Zwintscher
Oskar Zwintscher (Leipzig, 2 mei 1870 - Dresden, 12 februari 1916) was een Duits kunstschilder. Veel van zijn werk wordt geassocieerd met het symbolisme.

## Leven en werk
Zwintscher studeerde aan de Kunstacademie te Leipzig en vervolgens te Dresden, onder andere onder Leon Pohle en Ferdinand Pauwels. Dankzij een studiebeurs kon hij vervolgens aan de slag als vrijgevestigd kunstenaar. In 1895 en 1896 verbleef hij in München, waar hij in de Schackgalerie onder de indruk raakte van het werk van Ludwig Richter, Anselm Feuerbach (Iphgenie) en Arnold Böcklin (Panischer Schrecken). Hij exposeerde met de Münchener Sezession. In 1898 trad hij breder met zijn werken in de openbaarheid en exposeerde met een aantal seriewerken („Jahreszeiten“, „Das Gewitter“). Hij werd onderscheiden door chocolade- en cacaofabrikant Ludwig Stollwerck, voor wie hij ook reclame-illustraties maakte.
Zwintscher werkte in de traditie van Duitse renaissance-schilders als Hans Holbein de Jonge en Lucas Cranach de Oude. Hij wees het impressionisme af als te vluchtig en bepleitte vooral een afstandelijke, zorgvuldige en waarheidsgetrouwe weergave in de schilderkunst. Veel van zijn werk vertoont duidelijk verwantschap met het symbolisme.
In 1902 bezocht Zwintscher op uitnodiging van Rainer Maria Rilke de kunstenaarskolonie te Worpswede. In 1903 werd hij professor aan de Dresdner Kunstakademie. Hij was gehuwd maar homoseksueel, en stond bekend als een pedante man. Hij overleed in 1916, 45 jaar oud. Op zijn graf op het Loschwitzer Friedhof in Dresdnen prijkt een graffiguur van zijn vriend en kunstenaar Sascha Schneider.

## Galerij

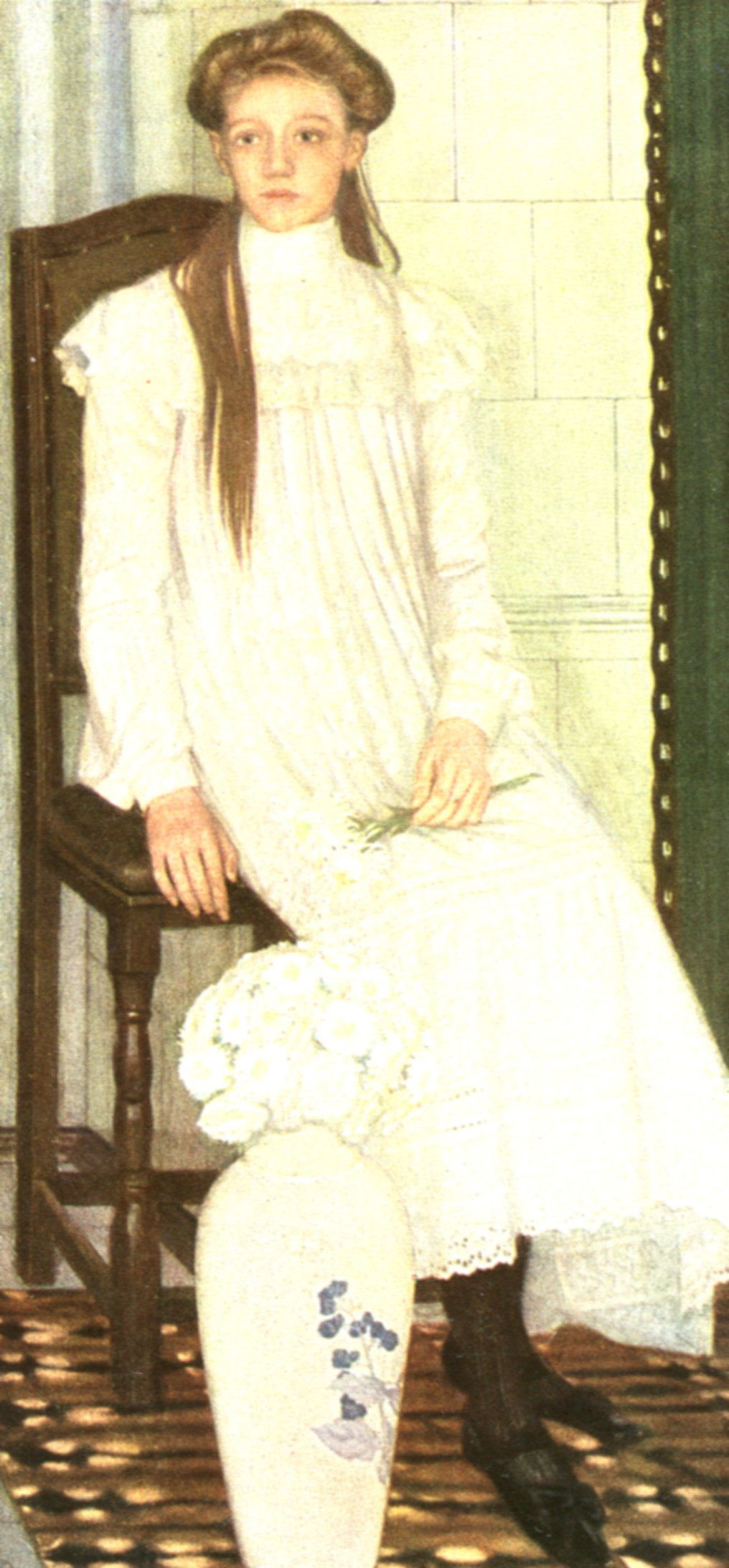
Bildnis mit weißen Astern
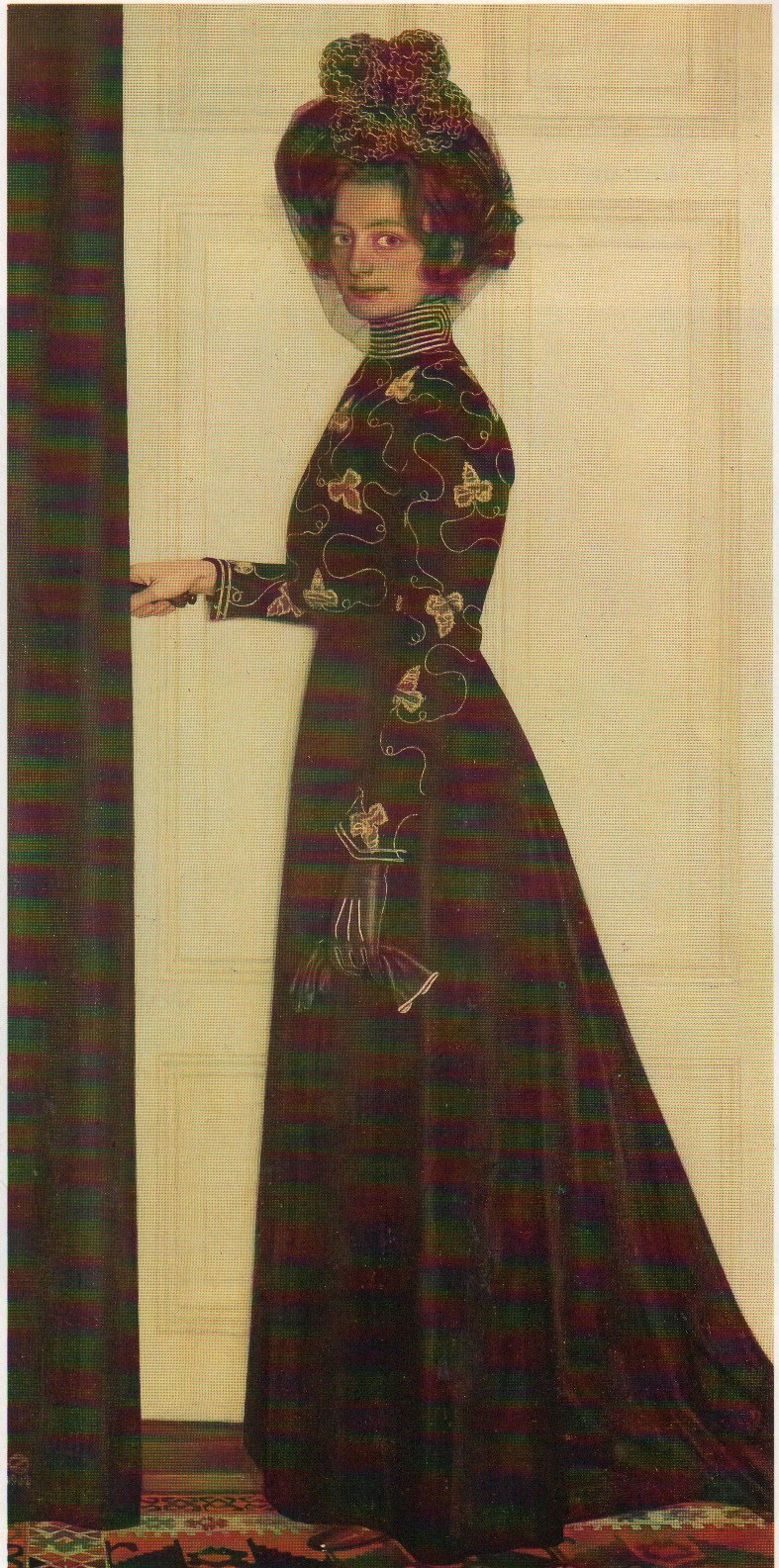
Bildnis der Gattin des Künstlers
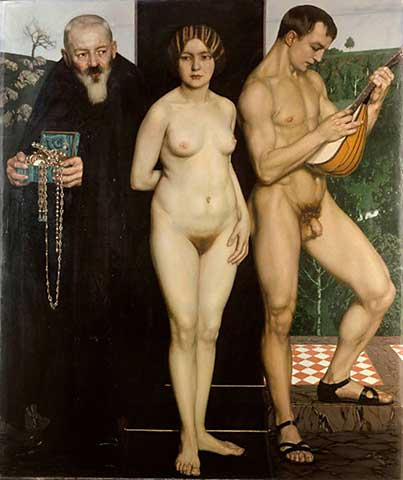
Zwischen Schmuck und Lied
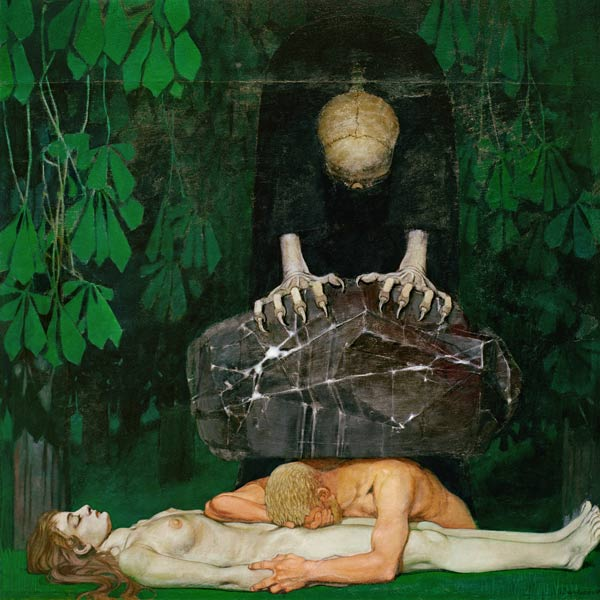
Gram
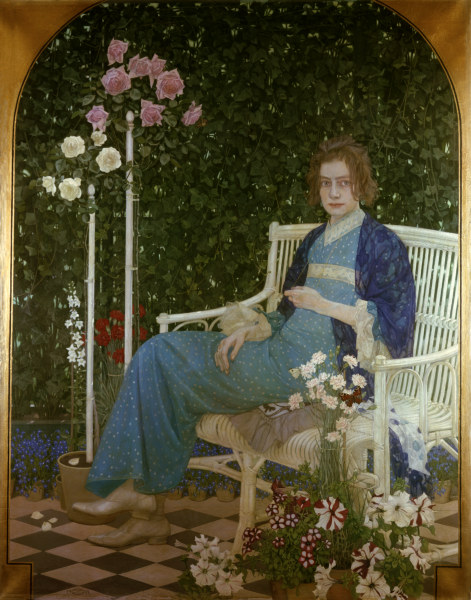
Adele
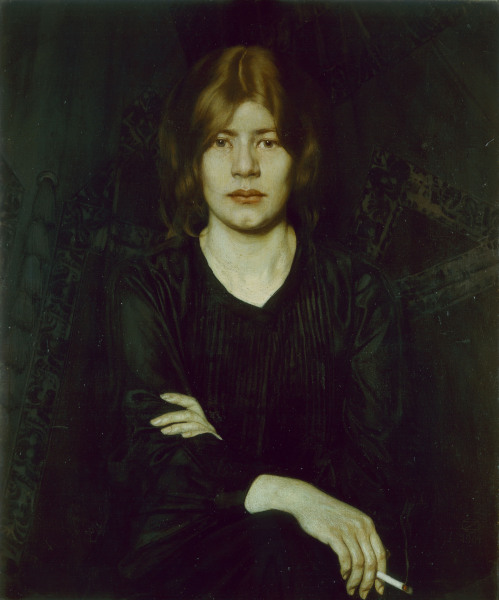
Dame mit Zigarette
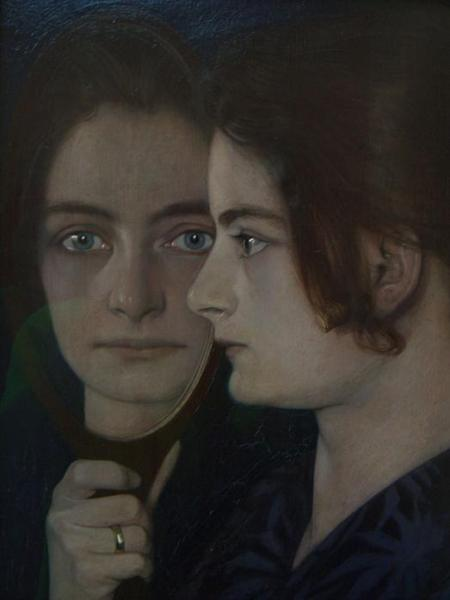
Spiegelbild
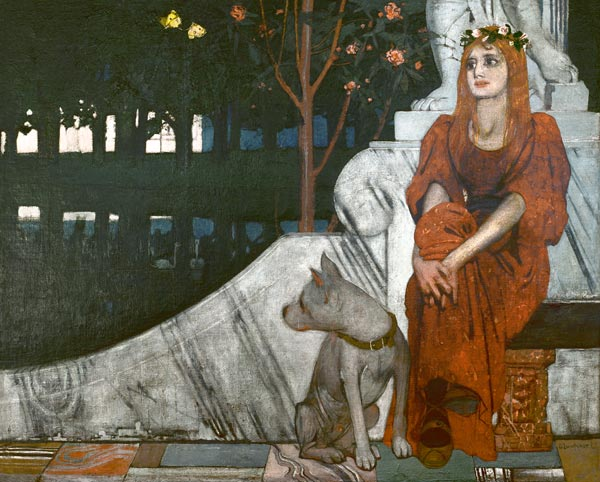
Sehnsucht
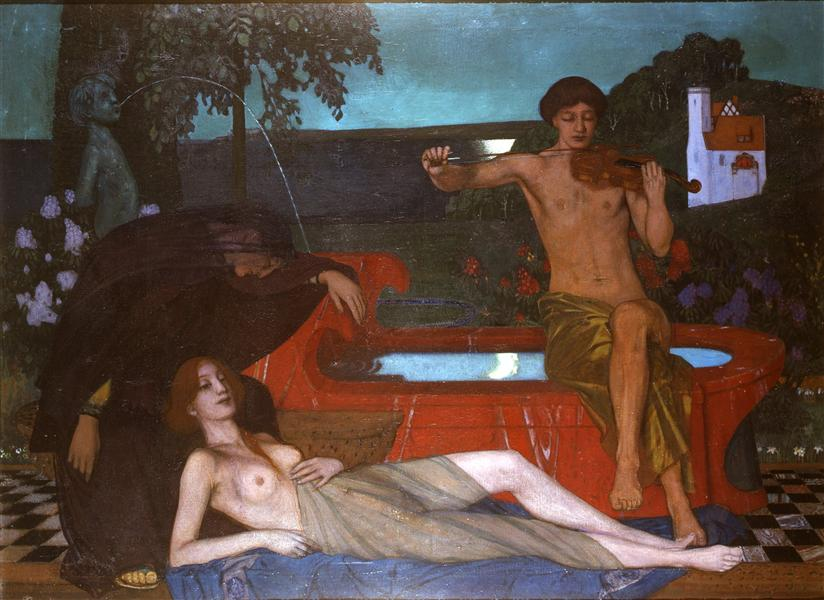
Die Melodie
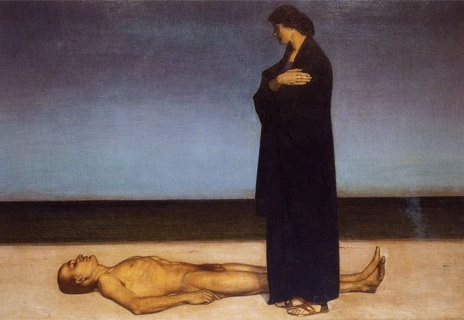
Der Tote am Meer